# Конституция Мали
Конституция Мали — основной закон страны, принятый на референдуме 12 января 1992 года, после её разработки Национальной конференцией в августе 1991 года, за принятие проголосовало 97,19 %. Конституция предусматривает многопартийную демократию в рамках полупрезидентской системы.

## История конституции
В первый раз действие конституции было остановлено 6 декабря 1968 года после военного переворота и была заменена новым главным законом страны. Новая конституция была принята в ходе референдума 2 июня 1974 года, в ходе которого за высказалось 99,52 % избирателей, в результате в Мали было создано государство с однопартийной системой. Эта конституция действовала до 1991 года, до свержения второго президента Мали, Муссы Траоре.
Новая власть страны под руководством Амаду Тумани Туре приступила к созданию Национальной конференции, которая в августе 1991 года разработала новую Конституцию. Эта Конституция была принята подавляющим большинством голосов на референдуме 12 января 1992 года, более 97 % проголосовавших одобрили Конституцию.

## Особенности конституции
Согласно Конституции, президент является главой государства и одновременно вооружённых сил, он избирается на пятилетний срок, но не может быть избран более двух раз и назначает премьер-министра, в свою же очередь глава правительства несёт ответственность перед Национальным собранием (парламентом) Мали и может быть отстранён от должности вотумом недоверия. Действующая Конституция страны предусматривает многопартийную систему с запретом создания партий по этническому, гендерному, региональному или религиозному признаку.
В Конституции говорится, что Республика Мали придерживается Всеобщей Декларации Прав Человека и африканской хартии прав человека и народов. Она гарантирует право на забастовку и независимость судебной власти. Конституционный суд принимает решение о том, соответствуют ли законы конституции и гарантируют ли они свободы и основные права народа Мали.